# Polystenus anacolus
Polystenus anacolus är en stekelart som först beskrevs av Chen och Shi 2004.  Polystenus anacolus ingår i släktet Polystenus och familjen bracksteklar. Inga underarter finns listade i Catalogue of Life.